# Тереньгулька
Тереньгулька — река в России, левый приток Усы. Протекает в Ульяновской и Самарской областях. Длина реки составляет 54 км. Впадает в Усу в окрестностях села Суринск (Суринское сельское поселение).

## Данные водного реестра
По данным государственного водного реестра России относится к Нижневолжскому бассейновому округу, водохозяйственный участок реки — Куйбышевского водохранилища, речной подбассейн отсутствует. Речной бассейн реки — Волга от верхнего Куйбышевского водохранилища до впадения в Каспий.